# 82式指揮通信車
82式指揮通信車（はちにいしきしきつうしんしゃ）は、日本において第二次世界大戦後初めて実用化された装輪装甲車である。
防衛省は略称を「CCV（Command Communication Vehicle）」、公式愛称を「コマンダー」としており、自衛隊内では単に「指揮通信車」または名称を略して「シキツウ」とも呼ばれている。

## 概要
陸上自衛隊で使用され、主に師団司令部や普通科連隊本部、特科連隊本部などに1983年（昭和58年）から配備されている。

## 開発
陸上自衛隊では悪路走破性の高さから戦闘車両は無限軌道による装軌式を採用してきたが、1974年（昭和49年）に防衛庁（当時）は装輪式の機動性研究を行う事を決定し、1977年（昭和52年）まで試験を行い、装輪式でも装軌式とそれほど変わらぬ悪路走破性を得られることが判り、1978年（昭和53年）に、三菱重工業に3軸6輪駆動（6WD）の、小松製作所に2軸4輪駆動（4WD）の、新型指揮車の試作を発注し、1979年（昭和54年）から1980年（昭和55年）にかけて4両の試作車が完成。
三菱設計案を小松製作所が取り入れ、1982年（昭和57年）に「82式指揮通信車」として制式採用された。

## 特徴・武装
一般的に指揮通信車は既存の装甲戦闘車両（主に車内容積の広い装甲兵員輸送車か歩兵戦闘車）に通信機材などを追加する形で開発されることが多いが、本車は当初から通信機能に特化した車両として開発された。
3軸6輪駆動による装輪式を採用し、前2軸がリンケージ・ステアリング方式による操舵機能を有する。変速機は前進6段、後進1段に、副変速機2速が組み合わされる。サスペンションはトレーリングアーム方式である。また水深1m程度の渡河能力を有している。
前部の操縦室はペリスコープではなく防弾ガラスによる直接視察方式となっている。その操縦室上面には2つのハッチがあり、助手席側にあたる部分に銃架が設けられ、開発当初は62式7.62mm機関銃を設置できるようになっていたが、同機関銃の更新に合わせて5.56mm機関銃MINIMIを装着することができるよう変更されている。また、操縦席前面と左右側面の窓には、装甲板が取り付けられており、必要に応じて開閉が可能である。操縦室より後ろの車体部分は高張力鋼製の全溶接構造を採用している。車体両側面と後部には横ヒンジ式のドアが設けられてあり、乗員の乗降ができるほか開け放って外部に擬装網を展張した上でテーブルを置くなどし、指揮通信のスペースを広げることもできる。
操縦者は車体側面から車体上部に登り、操縦席上部のハッチから出入りする。車体前部右側に操縦士席があり、前部と後部は通路で繋がっており、通路左側にエンジンがある。車体後部の容量確保のため、トランスミッションなどの駆動機構一式は車両前部下側に集約されている。後部乗員席には指揮通信要員が6名搭乗できる。車体の中央部から後部にかけては一段天井が高くなった指揮・通信室があり、内部には車内前方の地図用ボード側面に折り畳み式のテーブルを有し、車両無線機、中無線機、軽受信機、交流発電機が各部に配置されている。発電機はエンジン停止中でも作動させることが出来、車両左後ろの上部に排煙用の蓋が設けられている。また、戦闘室の上面にある2つのハッチのうち、右側には銃架が設けられており、12.7mm重機関銃M2を据え付けられる。反対側のハッチにはペリスコープが設けられているので、車内より全周を視察することが出来る。
サイドウォール強化型コンバットタイヤを装備しており、不整地走行による空気圧低下に際してもグリップが維持できるようになっている。しかしながら車両に合うスタッドレスタイヤが無いため、冬季の移動は夏タイヤにチェーンをはめて走行をする。
後に本車輌をベースとした87式偵察警戒車と化学防護車が開発された。また、同じく小松製作所が製造している96式装輪装甲車の開発にも経験が活かされ、開発期間の短縮に繋がった。
現代でも一線装備として使用されているが、増大する情報量への対応、指揮通信要員が携帯式のパソコン等を持ち込んで処理するなど、開発時とは様相が変化してきたため車内の容量は圧倒的に不足しており、また10式戦車に代表されるC4I機能への対応、連隊指揮システムの導入も進められてはいるものの、未だ配備全数は対応していない。このため96式装輪装甲車にモニターや机等を設置して指揮車両として用いる場合がある。

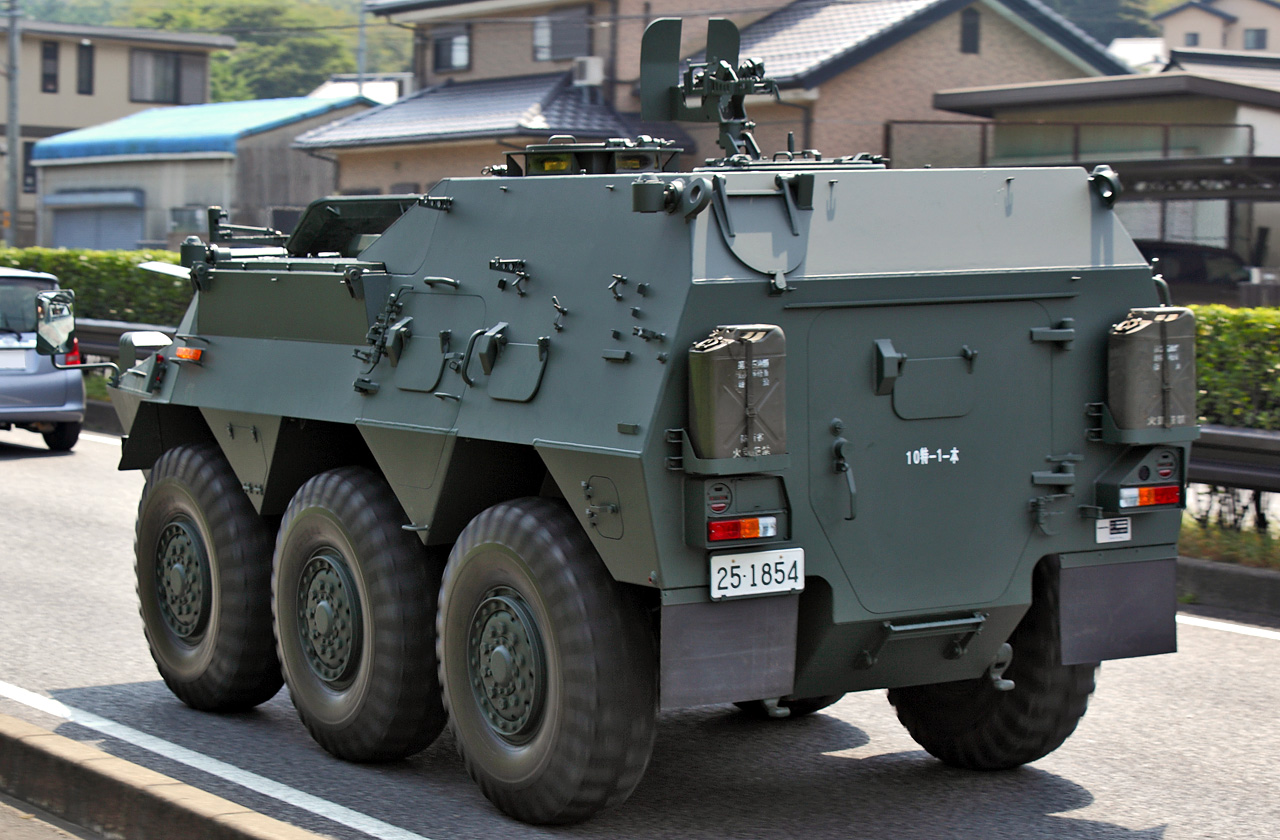
左後部より
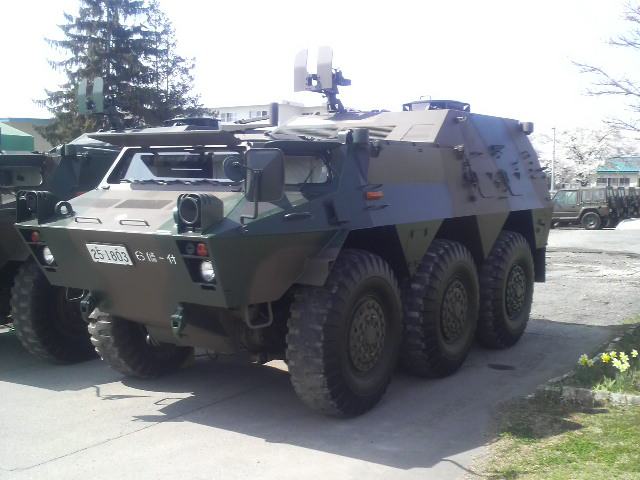
第6師団同付隊の車両
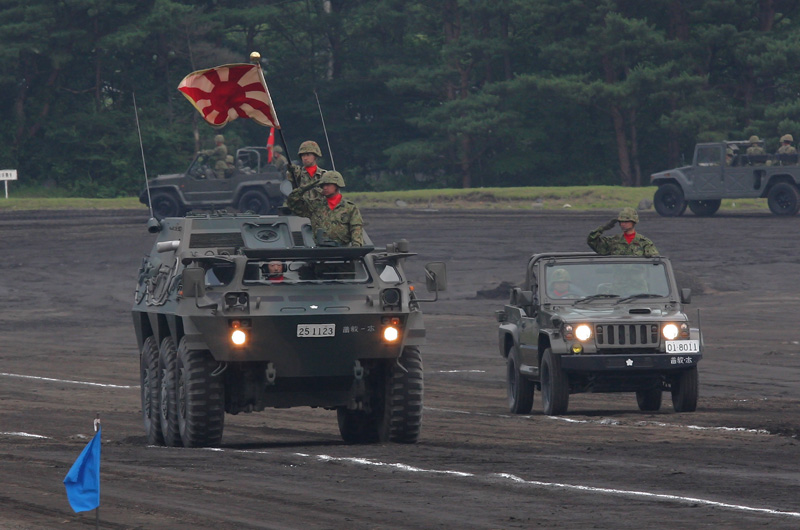
観閲部隊指揮官搭乗車両（普通科教導連隊）

## 調達と配備
生産は小松製作所が担当し、最終調達契約年度は1999年（平成11年）、231両が調達された。1両当たりの価格は1億円近いと推定されている。
| 予算計上年度         | 調達数 |
| -------------------- | ------ |
| 昭和57年度（1982年） | 不詳   |
| 昭和58年度（1983年） | 不詳   |
| 昭和59年度（1984年） | 15両   |
| 昭和60年度（1985年） | 18両   |
| 昭和61年度（1986年） | 22両   |
| 昭和62年度（1987年） | 22両   |
| 昭和63年度（1988年） | 22両   |
| 平成元年度（1989年） | 16両   |
| 平成2年度（1990年）  | 24両   |
| 平成3年度（1991年）  | 16両   |
| 平成4年度（1992年）  | 11両   |
| 平成5年度（1993年）  | 10両   |
| 平成6年度（1994年）  | 10両   |
| 平成7年度（1995年）  | 10両   |
| 平成8年度（1996年）  | 2両    |
| 平成9年度（1997年）  | 3両    |
| 平成10年度（1998年） | 1両    |
| 平成11年度（1999年） | 1両    |
| 計                   | 231両  |

装備部隊
- 師団司令部付隊
- 旅団司令部付隊
- 普通科連隊本部管理中隊
- 即応機動連隊本部管理中隊
- 特科連隊本部中隊
- 特科隊本部管理中隊
- 特科大隊本部管理中隊
- 特科大隊射撃中隊
- 偵察戦闘大隊
- 偵察隊
- 普通科教導連隊本部管理中隊
- 特科教導隊本部管理中隊
- 特科教導隊射撃中隊
- 機甲教導連隊偵察隊

## 後継
将来の装輪戦闘車両構想で指揮通信型が提案されている。

## 登場作品

### 映画
『ゴジラシリーズ』
『ゴジラ』
ゴジラを晴海埠頭で迎撃する陸上部隊に含まれているが、ゴジラの放射熱線を受け破壊される。
『ゴジラvsビオランテ』
実車が日本映画初登場。ゴジラとビオランテが最初に対決する芦ノ湖では第1・第34普通科連隊の車両群とともに湖畔に展開し、ゴジラに対する「サンダービーム作戦」が行われる若狭では対G作戦前線本部前に配置される。
『ゴジラvsキングギドラ』
74式戦車などの自衛隊車両群とともに、富士山麓に着陸したMOTHERを包囲する。
撮影には富士教導団所属車両が使用されている。
『ゴジラvsモスラ』
東京に上陸したモスラを攻撃する陸上部隊の指揮を執り、その後、国会議事堂に繭を張るモスラを包囲する。
撮影には富士教導団所属車両が使用されている。
『ゴジラvsデストロイア』
各種メーサー車や90式戦車などの自衛隊車両群とともに、臨海副都心に展開して円陣を組み、デストロイア幼体を迎撃する。
撮影には富士教導団所属車両が使用されている。
『ゴジラ2000 ミレニアム』
第1師団所属車両が登場。東海村での対ゴジラ迎撃戦では久慈川河川敷の指揮所前に配置され、ミレニアンのUFOが東京上空に飛来した際は、新宿で住民の避難誘導を行う普通科部隊の指揮を執る。
『ゴジラ・モスラ・キングギドラ 大怪獣総攻撃』
防衛軍（防衛陸軍）の指揮車として登場。横浜市での対ゴジラ迎撃戦に投入されるが、放射熱線を受け破壊される。
『ゴジラ×メカゴジラ』
特生自衛隊と陸上自衛隊第1戦車中隊の指揮車として登場。
特生自衛隊所属車両は、冒頭にて館山市に上陸したゴジラを迎撃する90式メーサー殺獣光線車の指揮を執る。
第1戦車中隊所属車両は、ゴジラが品川方面から上陸してくることを受けて品川埠頭に展開し、ゴジラ出現を報告する。
品川のシーンの撮影には富士教導団所属車両が使用されている。
『ゴジラ×モスラ×メカゴジラ 東京SOS』
特生自衛隊と陸上自衛隊第1戦車隊の指揮車として登場。
特生自衛隊所属車両は、カメーバの死体が打ち上げられた九十九里浜に出動する。
第1戦車隊所属車両は、ゴジラの上陸に備えて品川防衛ラインに配置され、品川開発区第17号地の埠頭に展開し、ゴジラ出現を報告する。
『シン・ゴジラ』
終盤、ゴジラに対する「ヤシオリ作戦」に際し編成されたヤシオリ戦闘団の指揮車として登場。主人公の矢口蘭堂を立川広域防災基地から現地へと輸送しており、作戦終了後は練馬駐屯地に帰還している。
撮影には第1師団司令部付隊所属車両などが使用されている。

『最終兵器彼女』
敵側各国軍との戦闘に投じられ、砲撃を行う99式自走155mmりゅう弾砲に随伴する。
演習時の姿を撮影した実車のライブフィルムが用いられている。
『シン・ウルトラマン』
神北市の山間部に出現したガボラや、六本木の市街地に出現したにせウルトラマンに対して出動した陸上自衛隊部隊に含まれている。
六本木のシーンの撮影には第1偵察隊所属車両が使用されている。
『戦国自衛隊1549』
極秘実験中の事故で戦国時代にタイムスリップした第三特別実験中隊を救出するため、現代から1549年に送り込まれたロメオ隊の指揮車として登場。天母城から脱出する際などで貴重な装甲戦力として活躍する。小説版では「04式指揮通信車」と表記されている。
『デスカッパ』
ハンギョラスの出現を受けて大都市へと出動する陸上自衛隊部隊に含まれている。
『平成ガメラ3部作』
『ガメラ 大怪獣空中決戦』
富士裾野でガメラを攻撃する陸上部隊の指揮所に配置される。
撮影には第1偵察隊・高射教導隊所属車両が使用されている。
『ガメラ2 レギオン襲来』
札幌市および仙台市に草体とレギオンが出現したことを受けて出動する。その後、東京へ向かい進攻する巨大レギオンに対する戦闘時には防衛拠点の戦闘指揮所前に配置される。
撮影には、札幌のシーンでは第11師団司令部付隊所属車両が、仙台のシーンでは第22普通科連隊所属車両が、防衛拠点のシーンでは第1師団司令部付隊所属車両が使用されている。
『ガメラ3 邪神覚醒』
第37普通科連隊所属車両が登場。奈良県に出現したイリスに対する防衛出動命令が発令されたことを受け、イリスを攻撃すべく吉野山へ出動する。

### テレビドラマ・オリジナルビデオ
『SFX巨人伝説ライン』
第10話と第11話では侵攻するバグズンを、第13話では千葉県付近でレッドコングを迎撃するため出動する。
撮影には陸上自衛隊武器学校所属車両などが使用されている。
『ヴィジュアル・バンディッツ』
第1話に習志野空挺団あるいは富士第三偵察連隊所属車両として登場。群馬県北西部での巨大生物出現を受け、災害派遣として出動する部隊の一翼を担う。
『ウルトラマンオーブ THE ORIGIN SAGA』
第8話に防衛軍の指揮車として登場。東京に命の樹が出現した際に周囲を封鎖している。
『幻星神ジャスティライザー』
国防軍の指揮車として登場。第44話ではライゼロス攻撃を行う陸上部隊の前線指揮を行い、第50話ではブルガリオの大群を迎撃する対巨獣メーサータンクに随伴している。

### アニメ・漫画
『イノセント・ヴィーナス』
国防軍の指揮車として登場。
『学園黙示録 HIGHSCHOOL OF THE DEAD』
アニメ版第5話に登場。高城沙耶の思考内にて、治安維持のため街中に展開し、警戒に当たる様子が映されている。武装として5.56mm機関銃MINIMIを搭載している。
『デビルマン』
渋谷109前に展開した武装警察が錯乱した男を射殺する際使用。
『怪獣自衛隊』
第5巻に第1普通科連隊所属車が登場。都内での怪獣対策作戦の発動に際して出動している。
『機動警察パトレイバー』
旧OVA版に登場。
『空母いぶき』
第45話から特殊作戦群への支援装備として登場。中国軍に占拠され特殊作戦群が孤立する石垣島に空中投下するため、C-2に搭載される。しかし、投下寸前でC-2が中国軍の攻撃を受け右翼エンジンを被弾し、その際に台車から脱輪したために投下不能になるが、乗員が人力で押し出し、C-2が機首を上げる事で投下に成功する。以後は、特殊作戦群の貴重な装甲戦力として活躍する。
『クレヨンしんちゃん』シリーズ
『クレヨンしんちゃん 爆発!温泉わくわく大決戦』
74式戦車と90式戦車から成る混成部隊の指揮車として、実車には無いスピーカーを取り付けた車両が登場。風呂嫌いテロ組織「YUZAME」の巨大ロボットを迎撃するため出動し、隊員たちを鼓舞するため、スピーカーから「怪獣大戦争マーチ」を流す。
『クレヨンしんちゃん 激突! ラクガキングダムとほぼ四人の勇者』
自衛隊の車両として登場。新73式小型トラックとともに、74式戦車を載せた73式特大型セミトレーラを先導し、未知の霧に覆われた春日部市の近郊に展開する。
『ゲート 自衛隊 彼の地にて、斯く戦えり』
漫画・アニメ版に異世界へ派遣された自衛隊の装備として登場。アニメ版第1話では、銀座4丁目と異世界を繋ぐ「門（ゲート）」に突入する先遣隊の指揮を執る。
『紺碧の艦隊』
OVA版に「六式装輪指揮車」として登場。
『続・戦国自衛隊』
戦国時代へタイムスリップした自衛隊の装備として登場。「関ヶ原の戦い」に投入されるが、指揮車であるためか、突如として現れたアメリカ軍のAH-64D アパッチ・ロングボウから最初に攻撃された車両となった。
『なるたる』
富士教導団所属車両が登場。東富士演習場でハイヌウェレを攻撃する。

### 小説
『自衛隊三国志』
三国時代へタイムスリップした自衛隊国際連合平和維持活動（PKO）部隊の装備として登場。主人公たちが、同様にタイムスリップし、曹操に味方する中国空軍に空爆された新野城から脱出する際に乗車する。
『ゼウス―人類最悪の敵』
第18普通科連隊所属車両が登場。北海道に出現した「ゼウス」と呼称される怪物の対策に奔走する主要人物の東福二佐に、移動手段として提供される。
『富士山噴火』
高嶋哲夫の小説。陸上自衛隊の滝ヶ原駐屯地所属車両が公式愛称の「コマンダー」の名称で登場。軽装甲機動車や96式装輪装甲車とともに避難民輸送などに使用される。

### ゲーム
『HIGH-MACS simulator』
一部ミッションを除き登場。要請する事で地対地ミサイルによる支援攻撃を行う。撃破されるとゲームオーバーになるので、重要な役割を持つ。また、クリア後のオマケとして使用可能で、F-2やF-15Jによる航空支援を行う。
『Wargame Red Dragon』
自衛隊デッキに「HACHI-NI SHIKI CV」の名称で登場。
『マブラヴ オルタネイティヴ』
日本帝国軍および在日国連軍で使用されている。自衛用に遠隔操作式12.7mm重機関銃を搭載している。